# Groene glazenmaker
De groene glazenmaker (Aeshna viridis) is een in Nederland inheemse maar zeldzame echte libel (Anisoptera) uit de familie glazenmakers (Aeshnidae). Deze libel is in Nederland gebonden aan krabbenscheervegetaties (Stratiotes aloides) en komt uitsluitend voor in laagveengebieden. Grote populaties komen voor in de veengebieden van zuidelijk en oostelijk Friesland, Groningen, de kop van Overijssel, de veengebieden van de Zaanstreek en het Utrechts en Zuid-Hollands laagveengebied. In België wordt de soort slechts incidenteel gezien.
De wetenschappelijke naam van de soort werd in 1836 gepubliceerd door Eduard Friedrich Eversmann.

## Kenmerken
Het achterlijf is donker met een mozaïektekening van licht gekleurde vlekken. De zijkant van het borststuk is geheel groen, met slechts zeer dunne zwarte naadstrepen. De schouderstrepen zijn breed en groen. Op het kopschild zit een zwarte “T-vlek” met zeer dunne steel. De vleugels hebben een gele tint. Het mannetje heeft blauwe ogen en blauwe vlekken op het achterlijf. De basis van het achterlijf en het grootste deel van het borststuk zijn groen. Bij het vrouwtje zijn alle lichte delen groen. Het 2e achterlijfssegment is grotendeels groen, met een ingesnoerde donkere vlek in het midden (bovenaanzicht). Het vrouwtje heeft geen gele spijkervormige vlek. De lichaamslengte van volwassen dieren ligt tussen 65 en 75 millimeter.
De larve is 39–46 mm lang: het is een vrij grote en brede glazenmaker. De larvenhuidjes zijn te vinden op de bladeren van de krabbenscheer die boven het water uitsteken.

## Vliegtijd
De groene glazenmaker vliegt van eind juni tot eind september, met de grootste aantallen in augustus. Groene glazenmakers worden meestal pas 's middags actief.

## Gedrag en voortplanting
De eitjes overwinteren in krabbenscheerplanten. De larven leven tussen de bladen van krabbenscheerplanten, meestal in dichte krabbenscheervegetaties. Ze zijn daar door de stekelige bladen goed beschermd tegen predatie door vissen. De larven overwinteren één (soms twee) keer. Uitsluipen gebeurt van eind juni tot eind augustus, met een piek in de eerste helft van augustus. Dit gebeurt meestal op krabbenscheerplanten.
Jagende volwassen dieren zijn op beschutte plekken aan te treffen, zoals open rietlanden, bosranden en ruigten. Op warme avonden kan dit doorgaan tot ver na zonsondergang. In andere landen (en vroeger ook in Nederland) gebeurt dit soms in grote groepen. De mannetjes patrouilleren 's middags boven krabbenscheervelden. De eitjes worden door het vrouwtje in haar eentje afgezet, vrijwel uitsluitend in krabbenscheerplanten. Dit gebeurt vooral in de tweede helft van de middag. Vrouwtjes gaan bij de eiafzet vaak verscholen tussen de krabbenscheerplanten, maar zijn wel goed hoorbaar door hun vleugelgeritsel.

## Habitat
De groene glazenmaker vindt zijn habitat in stilstaande wateren met dichte krabbenscheervelden: meren en plassen van laagveenmoerassen, sloten en petgaten in laagveengebieden en sloten in het veenweidegebied en in dode rivierarmen. In Nederland is het voorkomen van de soort strikt gebonden aan groeiplaatsen van krabbescheer (Stratiotes aloides), waar deze soort jaarlijks velden vormt. Verlandingszones waar krabbescheer sterk domineert, zijn geschikt voor voortplanting van de libel. Als de verlanding te ver doorgaat wordt de biotoop ongeschikt.

## Verspreidingsgebied
Het verspreidingsgebied van de groene glazenmaker loopt oostelijk tot in Siberië. In Europa is het een noordoostelijke soort die voorkomt in  Nederland, Noord-Duitsland, Denemarken, Zweden, Finland, Baltische Staten, Polen, Oekraïne, Wit-Rusland en Rusland. Verder lokaal in Oostenrijk en Hongarije. De verspreiding van de groene glazenmaker in Nederland valt samen met de verspreiding van krabbenscheer. Bolwerken zijn de laagveengebieden in Noordwest-Overijssel, Friesland en Drenthe, het Vechtplassengebied en het veenweidegebied in Zuid-Holland en Utrecht. Verder komt de soort verspreid voor in de weidegebieden van Groningen en Friesland. Vroeger ook in Noord-Brabant en Limburg.

## Verwante en gelijkende soorten
Verwarring is mogelijk met de blauwe glazenmaker (Aeshna cyanea) en de grote keizerlibel (Anax imperator). Blauwe glazenmakers zijn van alle andere Nederlandse glazenmakers te onderscheiden door het 'lampionnetje' aan het achterlijf. Toch worden ze regelmatig als groene glazenmaker gedetermineerd, vanwege de groene achterlijfsvlekken van zowel de mannetjes als de vrouwtjes. Uitgekleurde mannetjes groene glazenmaker hebben echter blauwe achterlijfsvlekken, met kleine bleekgele streepjes en alleen wat groen aan de basis. Mannetjes blauwe glazenmaker hebben meestal zowel blauwe als groene vlekjes op het achterlijf. De ogen van mannetjes groene glazenmaker zijn blauwer dan de ogen van de blauwe glazenmaker. De zijkant van het borststuk van de blauwe glazenmaker heeft dikke zwarte lijnen, die bij de groene glazenmaker ontbreken. Vrouwtjes groene glazenmaker hebben, behalve het 'lampionnetje' en de genoemde borststuktekening, een andere tekening op het tweede achterlijfssegment. Beide soorten kunnen zich voortplanten in krabbenscheervelden.
Dit laatste geldt ook voor de grote keizerlibel, die globaal op de groene glazenmaker lijkt vanwege het groene borststuk, de blauwe ogen en de grote hoeveelheid blauw op het achterlijf. Grote keizerlibellen hebben echter een doorlopende zwarte streep over het achterlijf, in plaats van een mozaïektekening van vlekjes. Bovendien hebben zij een borststuk dat ook aan de bovenkant groen is. Het borststuk van de groene glazenmaker is aan de bovenkant bruin, met twee brede groene schouderstrepen.
In het larvestadium kan ook verwarring optreden met huidjes van enkele andere glazenmakers: dit zijn de bruine glazenmaker (Aeshna grandis), de venglazenmaker (Aeshna juncea) en de getande glazenmaker (Aeshna serrata; de laatste komt niet voor in Nederland). De larvehuidjes van de bruine glazenmaker hebben meestal een bontere rugtekening en karakteristieke witte vlekken op het achterhoofd. De venglazenmaker heeft meestal geen zijdoornen op segment 6.

## Bedreigingen en bescherming
De soort staat op de Rode Lijst van de IUCN als niet bedreigd, beoordelingsjaar 2006; de trend van de populatie is volgens de IUCN stabiel.
De groene glazenmaker stond op de Nederlandse Rode Lijst (2004) nog als bedreigd, maar op de lijst van 2015 is de status veranderd in kwetsbaar. Op de Belgische Rode Lijst (1998) komt hij niet voor. De soort is in Europees verband beschermd door de Habitatrichtlijn (bijlage IV) en is in Nederland nationaal beschermd door de Flora- en faunawet.
Voor de bescherming van de Groene glazenmaker is door het toenmalige Ministerie van Landbouw, Natuurbeheer en Visserij een speciaal soortbeschermingsplan opgesteld. Mede naar aanleiding van dit plan heeft de Vlinderstichting een aparte publiekswebsite ontwikkeld over de bescherming van de groene glazenmaker.